# Moses Odubajo
Moses Adeshina Ayoola Junior Odubajo (Greenwich, London, Anglia, 1993. július 28. –) angol labdarúgó, aki jelenleg a Hull Cityben játszik, hátvédként.

## Pályafutása

### Leyton Orient
Odubajo a Millwall ifiakadémiáján kezdett el futballozni, de édesanyja halála miatt egy időre felhagyott a játékkal. Később visszatért a klubhoz, de ott nem kapott ifiszerződést. A csapat beajánlotta a Leyton Orienthez, ahol a próbajáték keretein belül ifimeccseken vett részt. Az ificsapat menedzsere, Wayne Burnett úgy döntött, ifiszerződést ajánl neki, de később meggondolta magát. 2009 nyarán Burnettet Andy Edwards váltotta, aki már hajlandó volt szerződést kötni vele. Az első csapathoz 2010. szeptember 18-án került fel először, egy Notts County elleni bajnoki alkalmából, de végig a kispadon ült, csakúgy, mint később még kilenc alkalommal a 2010/11-es szezon során.
2010. október 8-án egy hónapra kölcsönadták a St Albans Citynek, hogy tapasztalatot szerezzen. Az FA Kupa harmadik selejtezőkörében, a Kingstonian ellen debütált, majd október 16-án, a Weston-super-Mare ellen a bajnokságban is bemutatkozhatott. Minden sorozatot egybevéve négy alkalommal lépett pályára a csapatban, mielőtt visszatért volna anyaegyesületéhez.
2011. április 29-én megkapta első profi szerződését a Leyton Orienttől. Szeptember 7-én, egy Dagenham & Redbridge elleni Football League Trophy mérkőzésen mutatkozhatott be, a 64. percben csereként beállva. A találkozó büntetőpárbajban dőlt el, ő értékesítette a maga tizenegyesét, de csapata végül kiesett. Tíz nappal később, az Oldham Athletic elleni a bajnokságban is szerepet kapott, ismét csereként. 2012. január 13-án a hatodosztályú Sutton United egy hónapra kölcsönvette. Egy nappal később, a Thurrock ellen lépett pályára először, végigjátszva a mérkőzést. Február 25-én a Bishop's Stortfordhoz került kölcsönbe, szintén egy hónapra. Az Altrincham ellen játszhatott először, majd március 3-án, a Droylsden ellen mesterhármast szerzett. Miután visszatért az Orienthez, a szezon utolsó meccsén, a Rochdale ellen kezdőként kapott lehetőséget, ahol megszerezte első gólját a klubban, egy látványos távoli lövéssel, ezzel győzelemhez segítve csapatát. 2012. június 25-én a klub egy évvel meghosszabbította szerződését.
A 2012–2013-as szezonban augusztus 21-én, a Stevenage ellen kapott először lehetőséget, a 62. percben Jimmy Smith-t váltva csereként. Az idény első felében többnyire a cserepadon kapott helyet és csak elvétve nevezték a kezdőbe. Miután október 9-én, a Barnet ellen győztes gólt szerzett a Football League Trophyban, állandó helyet szerzett magának a csapatban, többször jobb szélsőként játszva. November 20-án megszerezte szezonbeli második gólját, a Portsmouth ellen, majd december 29-én győzte találatot szerzett a Walsall ellen. Jó teljesítménye miatt a Norwich City, a Southampton, a Wigan Athletic, az Ipswich Town, a Charlton Athletic, a Brighton & Hove Albion és a Celtic is érdeklődött iránta, de 2013 februárjában meghosszabbította szerződését a Leyton Orienttel. Az idény során minden sorozatot egybevéve 54-szer játszott és három gólt szerzett.
A következő idényt már a csapat fontos tagjaként kezdte meg, augusztusban a Shrewsbury Town és a Crewe Alexandra ellen is gólt szerzett, csapata pedig a bajnokság élén állt. November 23-án, a Swindon Town ellen duplázni tudott és a hét csapatába is bekerült a harmadosztályban. 2014 januárjában a Tottenham Hotspur és az Arsenal is érdeklődött iránta, de maradt az Orientnél. Az idényt 57 mérkőzéssel és 12 góllal zárta, továbbra is számos Premier League-ben szereplő csapat szerette volna leigazolni. A csapat elnöke, Barry Hearn úgy fogalmazott, hogy Odubajo generációk óta a legjobb játékos, akit a Leyton Orient kinevelt, ezért nem fogják olcsón elengedni.

### Brentford
Az élvonalbeli West Ham United, a Tottenham Hotspur és a Hull City is élénken érdeklődött Odubajo iránt, de végül a másodosztályú Brentfordhoz igazolt, 2014. június 27-én. A felek nem hozták nyilvánosságra az átigazolás összegét, de a Daily Mail értesülései szerint új csapata 1 millió fontot fizetett érte, valamint a szerződésébe foglaltak további anyagi vonzatú záradékokat. A 10-es számú mezt kapta meg a Brentfordnál és már a szezon első meccsén, a Charlton Athletic ellen bemutatkozhatott. Kezdőként lépett pályára és egy félidőt játszott.
Az első három bajnokin kezdőként kapott lehetőséget, majd a Birmingham City ellen már csak a cserepadra nevezték. A 74. percben állt be csereként, majd megszerezte első gólját a csapatban. Később a menedzser, Mark Warburton azt mondta, két hete egy kisebb sérüléssel bajlódik, ezért nem játszhatott kezdőként. Szeptember 13-án, a Brighton & Hove Albion ellen megszerezte második gólját. Októberben a védelemben történt sérülések miatt visszatért a jobbhátvéd posztra, ahol később meg is szilárdította a helyét, bár 2015 márciusában egy interjúban elmondta, hogy nem könnyű ötvöznie a védekező és támadó feladatokat. Március 25-én újabb gólt szerzett, ezúttal korábbi ificsapata, a Millwall ellen. Összesen 48 mérkőzésen kapott lehetőséget és három gólt szerzett.

### Hull City
2015. augusztus 7-én a Hull City 3,5 millió fontért leigazolta Odubajót, hároméves szerződést kötve vele. Négy nappal később, egy Accrington Stanley elleni Ligakupa-meccsen debütált. A 2015/16-os idény során Odubajo volt a Hull első számú jobbhátvédje. Csapata a szezon végén, a rájátszást megnyerte feljutott a Premier League-be. 2016 júliusában súlyos térdsérülést szenvedett, ami miatt az orvosok szerint akár fél évig nem játszhat.

## Válogatott pályafutása
2014. december 4-én egyes értesülések szerint Odubajót meghívták, hogy a nigériai U23-as válogatottal eddzen, de ő nem élt a lehetőséggel. 2015 márciusában bekerült az U20-as angol válogatott keretébe a Mexikó és az Amerikai Egyesült Államok elleni barátságos meccsekre, és mindkét alkalommal kezdőként lépett pályára. A 2015-ös touloni barátságos tornán is részt vehetett, ahol az angolok öt meccséből négyen játszhatott.

## Magánélete
Odubajo 13 éves korában árva lett, amikor édesanyja maláriában elhunyt. Innentől kezdve bátyjával, Tom Bolarinwával élt, aki szintén Angliában játszó labdarúgó.

## Sikerei

### Hull City
- A Football League Championship rájátszásának győztese: 2015/16[50]